# والتر ميلور
والتر ميلور (بالإنجليزية: Walter Mellor) هو مهندس معماري أمريكي، ولد في 1880، وتوفي في 1940.